# 古麻剌朗
古麻剌朗，菲律宾古国名。亦称麻剌、古麻剌、古麻里，或误为古剌麻。故地在今菲律宾，一說在棉兰老岛南部的杜曼基拉斯湾及库马拉朗河（Kumalarang River）一带，一说为吕宋岛博利瑙東北角的加巴魯楊島。
明初古麻剌朗与中国一度有密切政治关系。永乐十五年（1417年）九月，配合郑和第五次出洋。国王哇来顿本率他的大臣来朝贡，至福州卒。赐谥康靖，明成祖敕葬在闽县，有司每年祭祀。

## 延伸阅读
[在维基数据编辑]
 《欽定古今圖書集成·方輿彙編·邊裔典·古麻剌朗部》，出自陈梦雷《古今圖書集成》
 《明史卷三百二十三》，出自《明史》

1. ↑  《明实录》、《皇明象胥录》、《续通典》卷147、《续文献通考》卷238、《皇明四夷考》卷下、《殊域周咨录》卷9：“麻剌国，前代无考。本朝永乐中，国主哇来顿本率其臣来朝，至福州卒。诏谥康靖，敕葬闽县，令有司时祭之”。